# Ed McMahon
Ed McMahon, pseudonimo di Edward Leo Peter McMahon Jr. (Detroit, 6 marzo 1923 – Los Angeles, 23 giugno 2009), è stato un attore, conduttore televisivo e annunciatore statunitense.

## Filmografia parziale

### Cinema
- New York: ore tre - L'ora dei vigliacchi (The Incident), regia di Larry Peerce (1967)
- Un duro al servizio della polizia (Slaughter's Big Rip-Off), regia di Gordon Douglas (1973)
- Non rubare... se non è strettamente necessario (Fun with Dick and Jane), regia di Ted Kotcheff (1977)
- Io, Beau Geste e la legione straniera (The Last Remake of Beau Geste), regia di Marty Feldman (1977)
- Butterfly - Il sapore del peccato (Butterfly), regia di Matt Cimber (1981)
- Che fatica essere lupi (Full Moon High), regia di Larry Cohen (1981)
- Love Affair - Un grande amore (Love Affair), regia di Glenn Gordon Caron (1994)
- Equivoci d'amore (Just Write), regia di Andrew Gallerani (1997)
- Vita da strega (Bewitched), regia di Nora Ephron (2005)
- The Weather Man - L'uomo delle previsioni (The Weather Man), regia di Gore Verbinski (2005)
- Jelly, regia di Waleed Moursi (2010)

### Televisione
- Here's Lucy – serie TV, 2 episodi (1969-1973)
- Ellery Queen – serie TV, episodio 1x14 (1976)
- Olimpiade: un amore (The Golden Moment: An Olympic Love Story) – film TV (1980)
- The Tom Show – serie TV, 19 episodi (1997-1998)

## Programmi TV
Lista parziale
- Missing Links - 148 episodi (1963-1964)
- Snap Judgment - 66 episodi (1967-1969)
- The Match Game - 73 episodi (1966-1969)
- The Hollywood Squares (Daytime) - 15 episodi (1972-1978)
- TV's Bloopers & Practical Jokes - 28 episodi (1984-1990)
- The Tonight Show Starring Johnny Carson - 9533 episodi (1962-1992)
- Star Search - 32 episodi (1983-2003)
- Jerry Lewis MDA Labor Day Telethon - 37 episodi (1967-2008)

## Riconoscimenti
- Hollywood Walk of Fame
  - 1986: "Star on the Walk of Fame (Television)"
- Razzie Awards
  - 1983: "Worst Supporting Actor" (Butterfly)